# Juchen Thubten Namgyal
Juchen Thubten Namgyal (Meshong, Tíbet, 1929-Nueva Dheli, India, 31 de agosto de 2011) fue un político tibetano. Ejerció los cargos de Kalon Tripa (primer ministro) del gobierno tibetano en el exilio y presidente del Parlamento Tibetano en Dharamsala.
Thubten nació en Tíbet y perteneció a la fuerza de resistencia que se enfrentó a las tropas chinas en 1950-59, escapando luego a India donde se establecería en el asentamiento tibetano de Bylakuppe. Formaría parte del Parlamento en el exilio entonces llamado Comisión de Diputados del Pueblo Tibetano del cual fue presidente. Formó parte del Kashag (gabinete) del dalái lama como ministro de Información y luego fue elegido primer ministro en dos períodos consecutivos. En los años 80s fue representante del dalái lama en negociaciones que se llevaron a cabo con el gobierno de China. Se postuló como candidato a Kalon Tripa en las primeras elecciones democráticas llevadas a cabo en 2001 entre la diáspora tibetana perdiendo ante el lama Lobsang Tenzin.